# Сатонина, Галина Ивановна

Галина Сатонина и Станислав Галиакберов

Гали́на Ива́новна Сато́нина (14 декабря 1905—2000) — советская шахматистка и художница. Многократная чемпионка Казани и Татарии по шахматам среди женщин. Сестра казанского философа К. И. Сотонина.

## Биография
Родилась в 14 декабря 1905 году в Казани.
После окончания школы училась в художественном училище. С 1930 по 1932 год работала художницей и чертёжницей на крупнейшей стройке Казани «Казмашстрой». В 1933—1941 годах была художницей на Казанской швейной фабрике. В годы Великой Отечественной войны трудилась на оборонном предприятии.
С 1946 по 1961 год работала тренером Татарского совета ДСО «Спартак», ведя шахматную работу в производственных коллективах. С 1961 года на пенсии, но продолжает вести общественную работу в шахматной федерации Казани и Татарии.

## Творческий путь
В 1922 году Сатонина поступает в Казанские свободные художественные мастерские, известные как АРХУМАС. Там она учится у известных художников Казанского авангарда — К. К. Чеботарева и А. Г. Платуновой. С ними она будет вести переписку много лет, до самой их смерти. В 1926 году АРХУМАС был реорганизован, поэтому она не успела закончить свое обучение. Работ этого периода сохранилось немного, но некоторые есть в коллекции Государственного музея изобразительных искусств республики Татарстан. После того, как ей не удалось окончить свое обучение в Казани, она поехала в Москву и попыталась учиться во ВХУТЕИНе на текстильном факультете, но в 1930 году он был закрыт, и ей вновь не удалось окончить свое обучение. После этого она прекратила попытки стать профессиональной художницей и вернулась в Казань.
С 1964 года начала писать картины на шахматные темы, которые получили всесоюзную известность. Выставки её картин демонстрировались в Москве, Ленинграде, Киеве, Воронеже, Саратове, Краснодаре и других городах нашей страны. Репродукции с её картин помещены в ряде журналов, в том числе и издаваемых на Кубе, в ГДР, Польше, Чехословакии и Югославии.

## Шахматы
В шахматы научилась играть в детстве от брата. В соревнованиях начала участвовать только с 1936 года, в 31 год, в основном в мужских турнирах, где и прошла путь от четвёртого до первого разряда.
До войны дважды становилась чемпионкой Казани среди женщин, в послевоенные годы — трижды. В 1946 году впервые завоевала звание чемпионки Татарии и с тех пор двенадцать раз повторяла этот успех — до 1969 года.
С 1947 года четырежды участвовала в личном первенстве РСФСР среди женщин и несколько раз — в соревнованиях по линии российского и центрального советов ДСО «Спартак».
Многократно защищала спортивную честь Казани и Татарии в различных командных соревнованиях городов Поволжья, первенства Российской Федерации.
С 1939 года Галина Ивановна неизменный член шахматных федераций Казани и Татарии, долгое время вела работу в квалификационной комиссии. Большую работу она вела и по судейству различных шахматных соревнований.
В 1957 году ей было присвоено звание судьи республиканской категории по шахматам.